# Aaron Scott (muzikant)
Aaron Scott  (Chicago, Illinois, 19 juni 1956) is een Amerikaanse jazzdrummer en componist.
Scott studeerde in Parijs dirigeren aan de École Normale de Musique de Paris. Hij trad op met het Orchestre National de Jazz en werkte samen met Marc Ducret. Later kreeg hij hier de onderscheiding Chevalier dans l'Ordre des Arts et des Lettres uit handen van de toenmalige cultuurminister, Jack Lang. In 1989 begon hij een langdurige samenwerking (veertien jaar) met jazzpianist McCoy Tyner, als drumer van diens trio. De groep won drie Grammy Awards en speelde overal ter wereld. Verder werkte hij met Jan Jarczyk en de bigband van Milan Svoboda.

## Discografie

### Als 'sideman'
- 1989 McCoy Tyner Trio, Live at Sweet Basil, Evidence
- 1991 McCoy Tyner Trio, 44th Street Suite, Red Baron Records
- 1991 McCoy Tyner, Blue Bossa, Lester Recording
- 1991 McCoy Tyner Trio, Remembering John, Enja
- 1995 McCoy Tyner Trio, Infinity, Impulse! Records
- 1996 Bob Stewart, Then & Now, Postcards
- 2005 Michael Hackett, Circles, Summit
- 2006 Billy Harper, Blueprints of Jazz Vol. 2 (Talking House)